# Budoucnost (družstvo)
Družstvo „Budoucnost“, plným názvem BUDOUCNOST, spotřební družstvo v Ostravě, je družstvo, které bylo založeno v roce 1919 ve Vítkovicích, na Kaplance, dnes ulice Obránců míru. Po roce 1934 bylo sídlo zapsáno na ulici Cihelní 14 v Moravské Ostravě (GPS: 49.838371, 18.276876).

## Historie

### Zástupci družstva
Čerpáno z: Třicet let naší družstevní práce pro pracující lid Ostravska 1919–1949.

#### Před rokem 1949
- Jan Dostál, před rokem 1904 pracoval jako skladník v lokálních družstvech a konzumech, po roce 1904 měl malý obchod v Kunčičkách, do roku 1934 ředitel družstva[5]
- Vitém Bräuner, ředitel družstva po Janu Dostálovi
- Vladislav Kornia, ředitel družstva
- Josef Cinger, vrchní účetní
- Bohumil Slavík, prokurista
- Františka Grünerová, členka dozorčí rady

#### Po roce 1949
- Josef Ploskonka, předseda představenstva
- František Šomek, předseda KDR a ředitel družstva
- Bohuslav Kulendík, vedoucí plánování a investic
- Antonín Jonáš, člen dozorčí rady prodejny č. 8, Hrabůvka
- Edmund Malek, člen dozorčí rady prodejny č. 93, Metylovice
- Marie Kostřová, členka ústřední dozorčí rady

### 1919–1938
Založení družstva „Budoucnost“ předcházela konference čtyř konsumních spolků, která se uskutečnila dne 9. února 1919 v hotelu Quittner v Moravské Ostravě (GPS: 49.838564, 18.284800), kde se čtyři družstva z obcí Vítkovice, Přívoz, Malé Kunčice a Horní Datyně dohodla na tzv. „splynutí“. Dne 2. června 1919 padlo usnesení o spojení. Na valné hromadě dne 10. srpna 1919, která se konala v sále „na Kaplance“ došlo k vytvoření družstva „Budoucnost“. V důsledku poválečných událostí, zejména vlivem ruské revoluce, zrušila ředitelská konference uhelných dolů dne 10. září 1919 závodní konzumy a zásobování bylo přeneseno na družstvo „Budoucnost“, které při svém založení mělo 25 prodejen a 7 612 členů.
Samotné družstvo pak vzniklo dne 10. října 1919. Jeho vznik se opřel o zákon ze dne 9. dubna 1873, číslo 70 ř. Družstvo mělo obchodní název, který byl psán ve třech jazycích:
- česky: Ústřední konsumní a úsporné družstvo „Budoucnost“ v Moravské Ostravě, zapsané společenstvo s obmezeným ručením,
- německy: Zentral - Konsum - und Spargenossenschaft „Budoucnost“ in Moravská Ostrava,registrierte Genossenschaft mit beschränkter Haftung,
- polsky: Centralne spożywcze i oszczędnościowe stowarzyszenie „Budoucnost“ w Moravské Ostravě, zaregistrowane stowarzyszenie z ograniczona poreka.

Předmětem podnikáni bylo: zajišťování potravin, oděvů, domácích potřeb a zboží různého druhu; koupě, výroba, zpracování a prodej výše uvedeného členům družstva, např. také mlynářskou, pekařskou, uzenářskou, řeznickou, výrobou a produkci ovocných vin a šťáv, uzením slaniny, pražením kávy a podobně. Přijímáním a úročení členských vkladů členů družstva, výstavba domů pro členy družstva, provozování hostinské a kavárenské živnosti, restaurační činnost (vývařovna pokrmů) ve spolkových prostorách. Prodej nečlenům byl zakázán, resp. nebyl povolen.
Podle usnesení ze dne 18. října 1919 bylo družstvo zapsáno u obchodního soudu v Novém Jičíně, ve svazku I., strana 240. Družstvo mělo stanovy, které obsahovaly 16 kapitol, jmenovitě: 1. Jméno, sídlo a předmět podniku; 2. Členství; 3. Závodní podíl; 4. Správa společenstva; 5. Představenstvo; 6. Dozorčí rada; 7. Různá ustanovení; 8. Valná hromada; 9. Závěrka účtů; 10. Rozdělení správního přebytku a úhrada ztráty; 11.  Reservní fond; 12. Úsporný fond; 13. Fond podpůrný; 14. Prodejny společenstva; 15. Rozpuštění společenstva a 16. Způsoby vyhlášek.
Od roku 1919 se družstvo postupně rozvíjelo a získávalo nové členy, připojovalo nová družstva a podniky. V roce 1938 mělo 345 prodejen a 60 000 členů. Ve 30. letech 20. století byl ostravský kraj značně průmyslově provázán, procházel hospodářskou krizí a stagnací. Tato situace ovlivňovala také rozvoj družstva. Díky silné členské základně, dobré organizaci práce a spolupráce s dodavateli bylo družstvo mohutnou distribuční organizaci.
Za období tzv. První republiky došlo k rušení závodních (podnikových) konzumů, docházelo k jejich transformaci na spotřební družstva. Rostla síť prodejen a skladů. V tomto období prodělávalo družstevnictví svůj zákonitý vývoj koncentrace: malá družstva se slučovala, vznikala nová, úvěrní, výrobní atd. Spotřební družstva rozšiřovala svou působnost. Družstvo „Budoucnost“ patřilo mezi silné hospodářské podniky v ostravském regionu.
Dne 22. září 1920 bylo projednáno s ředitelstvím Vítkovických závodů převzetí čtyř závodních tržnic a s nimi tzv. „Warenhally“. Družstvo vedlo boj s nekalou konkurencí, finančním kapitálem a politickou perzekucí. Do roku 1928 se s družstvem sloučilo 45 dalších družstev. Počet zásobovaných osob družstvem, vyjádřen poměrem k celkovému počtu obyvatelstva v kraji, vzrostl z 33,09 % v roce 1926 na 51 % v roce 1928.
Kapitál družstva rostl a v rukou družstevníků se soustřeďovalo víc a více výrobních prostředků. Družstevní podniky se rozrůstaly. V roce 1922 byla koupena pekárna a mlýn ve Svinově, k již provozovaným pekárnám v Hulvákách a v Dombrové.
V období hospodářské krize v 30. letech 20. století bylo na Ostravsku uskutečněno 492 konkursů a 2 508 vyrovnání. Rok 1934 byl ukončen poklesem tržby o 4,8 %. Proti roku 1929 počet zaměstnanců na šachtách ostravsko-karvinského revíru klesl o 11 154 osob, tj. téměř o 29 % a bylo odpracováno o 5 608 881 směn méně, tj. o 53 %. Příjem horníků se snížil v roce 1933 téměř o čtvrt miliardy (244 547 211 Kč). Tyto okolnosti se přímo dotýkaly členské základny družstva. Průměrná nezaměstnanost v zásobovaných okresech byla družstvem odhadována na 30 %.

#### Obecně prospěšná činnost
Družstvo mělo sociální program. Od počátku existence, v době po 1. světové válce, pomohlo zásobovat potravinami členy z řad horníků a hutníků. V následujících 10 letech se družstvo rozvinulo v dodavatele pro dělnické a úřednické domácnosti. V prvních letech existence posílalo nemocné děti členů do mořských lázní (Crikvenica), kde se rehabilitovaly z následků války. Později byla zavedena tzv. úmrtní podpora, která byla rozšířena na případy úmrtí obou manželů.
Výčet pomoci a podpory družstva svým členům:
- Pozůstalým po členech rodiny bylo vypláceno pohřebné a pozůstalostní dávky. Vyplácené obnosy dosahovaly výše od 1 000 Kč, až po 150 000 Kč v roční výši za všechny členy družstva.[7]
- Družstvo podporovalo spořivost svých členů a šetrnost hospodyní také tím, že kromě stanovení nízkých prodejních cen, při dobré kvalitě zboží, vracela členům vždy koncem roku určitý obnos z každého sta Kč tržby. Takto poskytnuté návratky obnášely za prvních 17 let činnosti družstva 41 853 656,00 Kč.
- V letech 1930–1935 podporovalo nezaměstnané členy. Na podporách a mimořádných slevách poskytlo 3 255 317 Kč.
- Úřadům a veřejnoprávním korporacím sloužilo družstvo jako spolehlivý, bezplatný distribuční kanál při rozdělování potravin nezaměstnaným.
- Od roku 1921 vydávalo vlastní časopis, s nákladem přes 50 000 výtisků měsíčně. V jednotlivých obcích jsou pořádány výchovné a agitační přednášky, kurzy, schůze, konference, zábavy, přednášky s promítáním filmů. Podle výroční zprávy za rok 1936 navštívilo akce v daném roce celkem 228 456 osob.

- Během hospodářské krize byl zpomalen růst družstva, poklesla kupní sila členské základny. Vedení družstva se drželo osvědčených rochdalských zásad.[12] Družstvo tak bylo jedním z mála podniků na Ostravsku, které během oné doby nepropustily žádného ze svých zaměstnanců.[3]

#### Majetek
K majetku družstva patřilo:
- administrativní budova a skladiště na ulici Cihelní 14,
- 136 domů, do kterých umístilo své prodejny,
- 300 prodejen celkem,
- členské podíly dosáhly výše 6 500 000 Kč, hodnota jednoho čl. podílu byla 100 Kč,
- rezervní fond 5 000 000 Kč,
- vložené vklady (úspory členů družstva jako investice) byly výši 12 000 000 Kč, s úročením 6 %.[7]

### 1938–1945

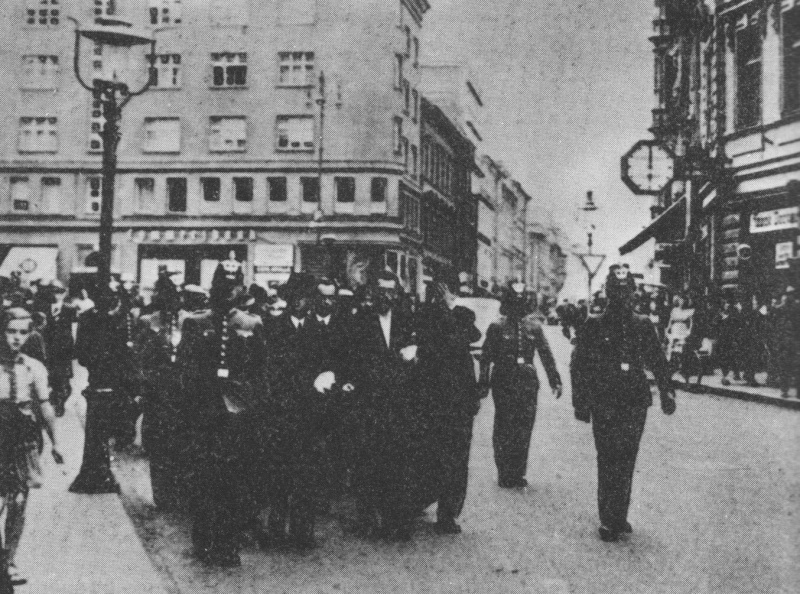
Němci zatýkají české občany v Chebu (1938–1939).

Po „Mnichovu“ přišlo družstvo o 78 prodejen v Sudetech (Opavsko a Hlučínsko), 79 na Zaolší (Těšínsko). Počet prodejen na území Ostravska klesl na 192, počet členů pak na 33 896. Do podniku byli dosazováni Němci v čele s komisařem, který postupně odstraňoval původní vedení. Docházelo k soustavnému zatýkání, propouštění a vylučování z družstva. Vedoucí prodejen byli zbaveni svých funkcí, byl nastolena fašistická samovláda.
Vedením družstva byl pověřen nacistický funkcionář, který v družstvu zohledňoval jen své zájmy. Družstvu bylo zcizena část movitého i nemovitého majetku, resp. byla převedena na tzv. „zasloužilé“ nacisty. Řada zaměstnanců, včetně ředitele družstva a ostatních předních funkcionářů bylo vězněno a posláno do koncentračních táborů. Z řad zaměstnanců bylo 22 umučeno, stovky členů zemřely v koncentračních táborech. Na konci války bylo družstvo bez dopravních prostředků a zásob. Administrativní budova byla poškozena bombardováním. Válečnými operacemi bylo zcela, nebo zčásti, zničeno 41 prodejen a 52 prodejen bylo vyrabováno. Válečné škody dosáhly částky 55 miliónů Kč.
Přesto vše, bylo na mimořádné valné hromadě 8. prosince 1940 připojeno dalších 25 družstev, celkový počet členů stoupl na 61 044.

### 1945–1947

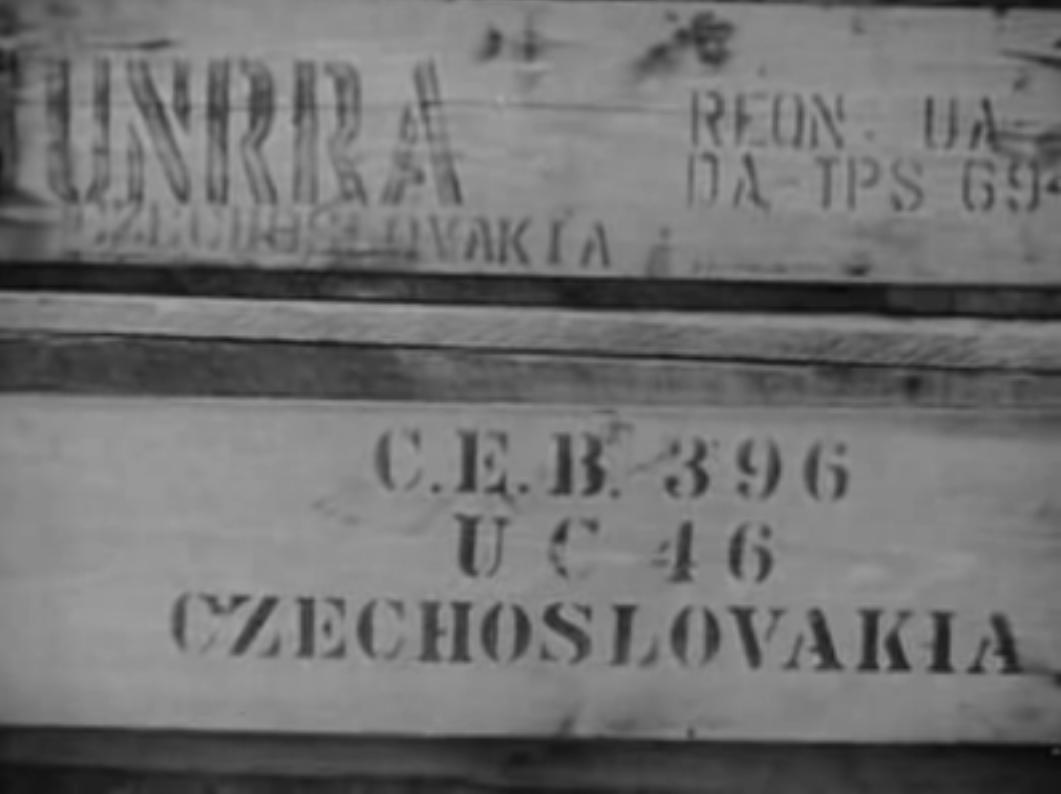
Poválečná pomoc Československu UNRRA

V poválečném období byl pro družstvo největší překážkou přístup úřadů a stoupenců Národní fronty. Zejména při rozšiřování sítě prodejen a zřizování některých výroben. Došlo k opětovnému obnovení sítě na území Těšínska, Opavska a Hlučínska. Sklady byly vyrabovány ustupující německou armádou, případně postupující Rudou armádou. Zásobovací potíže se podařilo překonat díky přístupu vládních činitelů, velení 1. československé tankové brigády a národních výborů. Družstvo „Budoucnost“ bylo pověřeno zásobováním Ostravska a okolních území. K vykládce zboží soužila jediná železniční vlečka. Dne 4. června 1945 přijel první vlak zboží z pomocných zásilek UNRRA. V té době bylo otevřeno nových 278 prodejen, zdokonalila se zásobovací síť a bylo postaráno o rychlou dopravu opětným vybudováním vozového parku.
Z centrálního skladu, tzv. zásobovací služby, bylo zboží distribuováno na prodejny prostřednictvím tzv. rozděloven. Ty byly v Orlové, Českém Těšíne, Frýdku, Valašském Meziříčí, Kopřivnici a Háji u Opavy, Převážná část zboží byla zasílána po železnici. Družstvo „Budoucnost“ spolupracovalo se sesterskými družstvy: Řeznicko-uzenářským družstvem „Budoucnost“, Výrobním, pekařským a mlynářským družstvem „Budoucnost“ a se Zemědělským družstvem „Zeměproduktiva“.
Poválečná konsolidace družstva postupovala současně s konsolidací celého hospodářství. V roce 1945 byly tržby ve výši 288 milionů Kč, v roce 1946 883 milionů Kč. Počet členů družstva vzrostl ze 74 119 v roce 1945 na 91 228 v roce 1946. Družstvo „Budoucnost“ mělo 520 prodejen, 2 500 zaměstnanců. Členské podíly představovaly částku 6 milionů Kč, úsporné vklady 38 milionů Kč, rezervní fond 26 milionů Kč.

### 1948–1989
V roce 1948 a následných letech došlo ke znárodnění menších družstev, obchodních společností, a jejich začlenění pod jednu hlavičku družstva „Budoucnost“. Jednalo se například o: „ZÁDRUHA“, velkoobchodní společnost s r. o. (1915), „PRODUKTIVA“ Ústřední výrobní, nákupní a prodejní společnost (po 1919).
Družstvo bylo zneužito k propagaci socialismu, nadřazenosti dělnické třídy a KSČ, kdy jako tzv. masová organizace mohla dále budovat nový socialistický řád, a která musela sloužit celému národu, jako samosprávný distribuční a výrobní celek. Heslo družstva bylo: „Lepší a dokonalejší distribuce — zlepšená služba pracujícím“.
V roce 1967, resp. 1978, byl změněn název družstva.
| Období                         | Název                                           | Sídlo                        | Předseda              | Funkční období |
| ------------------------------ | ----------------------------------------------- | ---------------------------- | --------------------- | -------------- |
| 1. duben 1967 – 10. říjen 1978 | BUDOUCNOST, lidové spotřební družstvo v Ostravě | Cihelní 14, Moravská Ostrava | Josef Sobek           | 1967–1979      |
| 10. říjen 1978                 | BUDOUCNOST, spotřební družstvo v Ostravě        | Cihelní 14, Moravská Ostrava | Ing. Zdeněk Kupka     | 1979–1985      |
| 10. říjen 1978                 | BUDOUCNOST, spotřební družstvo v Ostravě        | Cihelní 14, Moravská Ostrava | Ing. Antonín Hrabánek | 1985–1996      |

## Hospodářské výsledky

### Růst družstva 1919–1948
V roce 1919 byly mimo čtyři zakládající družstva, připojena další dvě. V roce 1921 sedm a v době od roku 1922 do roku 1927 osmnáct družstev. Úhrnem měla sloučená družstva 130 prodejen, z nichž značná část byla ztrátová. Vedení družstva rozhodlo o jejich uzavřená. Tempo vývoje bylo tak rychlé, že např. již koncem roku 1920 bylo na členských podílech získáno 1 386 300 Kč a počet členů dosáhl výše 45 084 osob. Tržby v tomto roce dosáhly ve 146 prodejnách 125 959 168 Kč.
V roce 1925 byl počet členů 62 804, na členských podílech bylo získáno 6 000 000 Kč, rezervy byly ve výši 3 000 000 Kč, členské půjčky ve výši 10 000 000 Kč. Družstvo mělo 262 prodejen, 120 vlastních domů, 2 pekárny.
V roce 1926 družstvo provozovalo: 273 koloniálních prodejen, 1 mlýn, 3 pekárny, 1 továrnu na uzeniny, 40 výseků masa, 1 vinný sklep, 4 textilní prodejny. Zápisné pro nového člena družstva bylo 5 Kč, členský podíl 100 Kč, členské půjčky byly s úrokem 5,5 %.
Reklama v Obrázkovém průvodci Velkou Moravskou Ostravou, Slezskou Ostravou a Svinovem s mapkou Ostravska z roku 1930 sdělovala, že družstvo mělo 304 prodejen, 30 výseků masa.
| Růst prodejen      | Růst prodejen  |
| Rok                | Počet prodejen |
| ------------------ | -------------- |
| 1919               | 25             |
| 1920               | 146            |
| 1925               | 262            |
| 1930               | 315            |
| 1935               | 322            |
| 1936               | 323            |
| 1938, do 10. října | 345            |
| 1938, od 11. října | 192            |
| 1945               | 520            |
| 1948               | 550            |

Podle výroční zprávy za rok 1936 provozovalo družstvo 323 prodejen v politických okresech: Moravská Ostrava, Bílovec, Český Těšín, Frýdek, Fryštát, Hlučín, Krnov, Místek, Nový Jičín, Opava, Valašské Meziříčí, Vsetín, Holešov. Rozvoz zboží byl zajišťován Čs. dráhami, 19 ks nákladních a dodávkových aut, šesti páry koní s povozy.
V roce 1936 byla vlastní výroba z provozů dvou pekáren, pražírny kávy, výrobny ovocných vin a šťáv. Družstvo kooperovalo s družstevní výrobu, která byla koncentrovaná u Velkonákupní společnosti družstev v Praze, s Výrobním družstvem řezníků a uzenářů „Budoucnost“ v Moravské Ostravě. Toto družstvo mělo provoz na uzeniny a uzenářské výrobky, 34 prodejen (výseků) masa. Také s Výrobním družstvem mlynářským a pekařským, které provozovalo moderní mlýn a pekárnu ve Svinově. Od něj odebíralo pekařské výrobky do svých prodejen.
Rozsah sortimentu byl široký, družstvo mělo v nabídce téměř vše, co členové potřebovali ve svých domácnostech a hospodářstvích. Od různých druhů potravin, koloniálního a textilního zboží, nádobí, hnojiva, osiva, semena, hospodářské nářadí, zahradnické potřeby, stavebniny, uhlí, dříví, jízdní kola, šicí stroje, radiopřístroje atd. V roce 1919 mělo družstvo 25 prodejen, na konci roku 1948 pak 550, tedy 22krát více.

### Plán růstu 1934–1944
V roce 1934 byl vypracován plán růstu pro dalších 10 let.
| Cíle pro rok 1944 | Cíle pro rok 1944 |
| ----------------- | ----------------- |
| Tržby             | 180 000 000 Kč    |
| Počet členů       | 72 000            |
| Družstevní podíly | 7 200 000 Kč      |
| Rezervní fondy    | 10 000 000 Kč     |

Navržený plán byl realistický a splnitelný:
- tržby vzrostly v roce 1935 o 5 187 755 Kč, v roce 1936 o 12 314 084 Kč,
- počet členů v roce 1935 vzrostl o 2 794 a v roce 1936 o 3 002.[3]

V roce 1944, za Protektorátu Čechy a Morava, byly:
- tržby ve výši 219 552 085 Kč, tedy došlo k překročení plánu o 39 552 085 Kč,
- počet členů byl 61 044, což bylo oproti plánu o 10 956 méně.[pozn. 6]

### Tržby, počet členů, vč. přepočtu podílu na jednoho člena 1920–1948
U družstva „Budoucnost“ byl hlavním a základním článkem člen družstva, tedy družstevník. Na Ostravsku šlo především o členy z profesí: horník, hutník, průmyslový dělník a malý zemědělec, v menším počtu pak úředník. V roce 1924 bylo zastoupení profesí: 85 % horníci a drobní zemědělci, 15 % průmysloví dělníci a jiné profese. V roce 1948 bylo zastoupení profesí 92 % : 8 %.
V roce 1919 byla ze čtyř sloučených družstev vytvořena základna 7 612 členů. Na konci roku 1920 bylo 45 084 členů. Nárůst o 37 472 v prvním roce byl dost podobný tomu v roce 1948, kdy se počet členů družstva zvedl o 26 776.
Tržby v roce 1948 byly desetinásobkem tržeb z roku 1919, přesně 10,42 násobkem. Průměrný roční členský nákup ukazoval na nejmenší kupní sílu v letech: 1925–1930, 1934–1936.
| Rok  | Roční tržba         | Počet členů | Přepočet roční tržby na 1 člena |
| ---- | ------------------- | ----------- | ------------------------------- |
| 1920 | 125 959 168,66 Kč   | 45 084      | 2 793,66 Kč                     |
| 1921 | 218 116 877,45 Kč   | 62 799      | 3 474,75 Kč                     |
| 1922 | 190 725 265,29 Kč   | 59 133      | 3 225,36 Kč                     |
| 1923 | 166 839 458,54 Kč   | 58 386      | 2 857,52 Kč                     |
| 1924 | 158 262 401,35 Kč   | 60 109      | 2 632,92 Kč                     |
| 1925 | 160 175 690,99 Kč   | 62 804      | 2 550,37 Kč                     |
| 1926 | 145 976 346,03 Kč   | 64 606      | 2 259,48 Kč                     |
| 1927 | 159 770 987,48 Kč   | 64 579      | 2 474,04 Kč                     |
| 1928 | 166 498 548,64 Kč   | 64 019      | 2 600,76 Kč                     |
| 1929 | 170 249 656,89 Kč   | 65 035      | 2 617,82 Kč                     |
| 1930 | 171 950 824,20 Kč   | 65 951      | 2 607,25 Kč                     |
| 1931 | 173 008 227,20 Kč   | 61 466      | 2 814,69 Kč                     |
| 1932 | 169 343 655,20 Kč   | 57 728      | 2 933,47 Kč                     |
| 1933 | 166 509 497,60 Kč   | 58 611      | 2 081,00 Kč                     |
| 1934 | 130 859 090,35 Kč   | 59 517      | 2 198,00 Kč                     |
| 1935 | 136 046 845,35 Kč   | 61 194      | 2 223,20 Kč                     |
| 1936 | 148 360 929,70 Kč   | 55 927      | 2 652,76 Kč                     |
| 1937 | 167 516 972,40 Kč   | 59 104      | 2 834,27 Kč                     |
| 1938 | 163 489 841,35 Kč   | 33 896      | 4 823,27 Kč                     |
| 1939 | 145 551 613,20 Kč   | 40 421      | 3 600,89 Kč                     |
| 1940 | 171 206 841,10 Kč   | 45 490      | 3 763,61 Kč                     |
| 1941 | 201 785 699,55 Kč   | 49 354      | 4 088,53 Kč                     |
| 1942 | 190 423 231,05 Kč   | 52 087      | 3 655,86 Kč                     |
| 1943 | 204 555 805,05 Kč   | 60 442      | 3 384,33 Kč                     |
| 1944 | 219 552 085,20 Kč   | 61 044      | 3 596,51 Kč                     |
| 1945 | 288 309 884,30 Kč   | 74 119      | 3 889,00 Kč                     |
| 1946 | 885 338 135,90 Kč   | 91 228      | 9 704,00 Kč                     |
| 1947 | 1 033 131 292,20 Kč | 113 747     | 9 082,00 Kč                     |
| 1948 | 1 319 065 951,30 Kč | 140 523     | 9 386,00 Kč                     |

### Přehled majetku, kapitálu vlastního a cizího 1920–1948
V letech 1919–1948 družstvo získalo řadu majetku a finančních zdrojů. Např. v investicích mělo uloženo 317krát více než na počátku existence. V roce 1920 mělo družstvo od svých členů, jako vlastní kapitál, sumu 2 164 130 Kč, v roce 1948 to bylo 57 124 677 Kč.
Nezávislost na cizím kapitálu si družstvo udržovalo tím, že pracovalo rovněž s družstevním peněžním ústavem, s Dělnickou záložnou. Poměr vlastního kapitálu k cizímu kolísal od poměru 1:8 v roce 1920, na 1:3,98 v roce 1930, 1:2,87 v roce 1940, na 1:7,05 v roce 1948. Zhoršený poměr v roce 1948 vyplynul z měnové změny po 2. světové válce, a z toho, že družstevní podíly nebyly úměrně zvýšeny: v roce 1947 ze 100 Kč na 200 Kč. Podle přehodnocení v roce 1948 šlo o splacení pouze z 66 %.
Úspory členů družstva přispěly ke zlepšení výsledku hospodaření. Přínos úrokového rozdílu v roce 1930 z částky 343 219 Kč, v roce 1948 z částky 66 666 781 Kč.
| Rok    | Majetek           | Investice         | Kapitál vlastní  | Kapitál cizí      |
| ------ | ----------------- | ----------------- | ---------------- | ----------------- |
| 1920   | 16 312 507,20 Kč  | 357 000,00 Kč     | 2 161 130,25 Kč  | 14 148 376,95 Kč  |
| 1948   | 460 502 238,60 Kč | 113 440 373,55 Kč | 57 124 677,55 Kč | 403 377 561,05 Kč |
| rozdíl | 444 189 731,40 Kč | 113 083 373,55 Kč | 54 963 547,3 Kč  | 389 229 184,10 Kč |
| nárůst | 28,23krát         | 317,76krát        | 26,43krát        | 28,51krát         |

Rezervní fond na posílení vlastního kapitálu byl téměř stokrát zvětšený během 30 let. Část nadbytku byla ukládána do trvalých fondů, část byla běžně vyplacena členům družstva. Další milionové částky byly vráceny členům ve formě slev u zboží, např. různých akcí: letní, zimní, bílé týdny v textilním zboží. Desetimilionové částky jako 1% vratka z ročního nákupu, darů, pomoci nemocným, příspěvků na výchovu a školení, na podpory nezaměstnaným, stávkujícím, na léčení a rekreace dětí. Z nároků odstupňovaných podle nakupování a délky členství, pak družstvo vyplácelo pohřebné, průměrně půl milionu Kč ročně. Vzestupná křivka výplat pohřebného probíhala od částky 32 828 Kč v roce 1922, na částku 291 065 Kč v roce 1932, částku 918 300 Kč v roce 1945 až po 1 293 550 Kč v roce 1948.
| Rok  | Majetek           | Investice         | Kapitál vlastní  | Kapitál cizí      |
| ---- | ----------------- | ----------------- | ---------------- | ----------------- |
| 1920 | 16 312 507,20 Kč  | 357 000,00 Kč     | 2 161 130,25 Kč  | 14 148 376,95 Kč  |
| 1921 | 32 256 613,18 Kč  | 2 881 286,00 Kč   | 5 109 710,67 Kč  | 27 146 902,51 Kč  |
| 1922 | 22 573 520,23 Kč  | 4 295 320,00 Kč   | 7 135 912,23 Kč  | 15 437 608,00 Kč  |
| 1923 | 31 982 608,87 Kč  | 12 350 126,76 Kč  | 8 123 995,05 Kč  | 23 858 613,22 Kč  |
| 1924 | 35 955 295,10 Kč  | 14 525 392,37 Kč  | 9 148 853,13 Kč  | 26 806 441 97 Kč  |
| 1925 | 38 866 363,46 Kč  | 17 725 265,00 Kč  | 9 286 025,53 Kč  | 29 580 337,93 Kč  |
| 1926 | 37 379 796,80 Kč  | 21 283 810,00 Kč  | 10 124 563,94 Kč | 27 255 232,86 Kč  |
| 1927 | 36 505 831,20 Kč  | 18 974 898,10 Kč  | 10 339 990 83 Kč | 26 165 840 37 Kč  |
| 1928 | 32 740 454,37 Kč  | 18 564 262,00 Kč  | 10 349 187,03 Kč | 22 391 267,34 Kč  |
| 1929 | 36 663 678,53 Kč  | 17 981 242,45 Kč  | 11 588 888 92 Kč | 25 074 789,61 Kč  |
| 1930 | 59 501 336,87 Kč  | 29 414 100,00 Kč  | 11 941 691,92 Kč | 47 559 644,95 Kč  |
| 1931 | 63 041 125,70 Kč  | 27 816 800,00 Kč  | 13 772 852,48 Kč | 49 268 273,22 Kč  |
| 1932 | 62 366 581,33 Kč  | 27 888 750,00 Kč  | 13 826 412,88 Kč | 48 540 168,45 Kč  |
| 1933 | 57 552 454,76 Kč  | 26 547 000,00 Kč  | 13 803 192,83 Kč | 43 749 261,93 Kč  |
| 1934 | 54 604 147,30 Kč  | 25 060 700,00 Kč  | 13 657 181,92 Kč | 40 946 965,38 Kč  |
| 1935 | 55 338 850,84 Kč  | 23 491 600,00 Kč  | 13 859 000,13 Kč | 41 479 850,71 Kč  |
| 1936 | 55 613 004,49 Kč  | 22 113 862,50 Kč  | 13 515 709,86 Kč | 42 097 294,63 Kč  |
| 1937 | 55 616 157,00 Kč  | 21 072 000,00 Kč  | 13 827 628,00 Kč | 41 788 529,00 Kč  |
| 1938 | 56 208 043,50 Kč  | 18 365 500,00 Kč  | 13 869 799,63 Kč | 42 338 243,87 Kč  |
| 1939 | 55 472 588,19 Kč  | 20 069 600,00 Kč  | 14,086.922,94 Kč | 41 385 665,25 Kč  |
| 1940 | 55 693 580,60 Kč  | 17 832 306,00 Kč  | 14 383 454,31 Kč | 41 310 126,29 Kč  |
| 1941 | 62 542 437,68 Kč  | 20 367 149,00 Kč  | 19 974 205,04 Kč | 40 956 318,95 Kč  |
| 1942 | 67 876 360,25 Kč  | 23 228 732,50 Kč  | 28 014 195,09 Kč | 39 862 165,16 Kč  |
| 1943 | 77 321 288,75 Kč  | 24 477 597,08 Kč  | 30 962 349,41 Kč | 46 358 959,34 Kč  |
| 1944 | 77 297 280,87 Kč  | 23 892 445,65 Kč  | 34 113 967,37 Kč | 43 183 313,50 Kč  |
| 1945 | 162 065 002,65 Kč | 24 817 622,85 Kč  | 29 673 387,02 Kč | 132 391 615,63 Kč |
| 1946 | 235 453 975,80 Kč | 39 340 888,05 Kč  | 36 597 456,40 Kč | 198 856 519,40 Kč |
| 1947 | 285 304 465,20 Kč | 72 941 961,25 Kč  | 49 968 175,40 Kč | 235 336 289,80 Kč |
| 1948 | 460 502 238,60 Kč | 113 440 373,55 Kč | 57 124 677,55 Kč | 403 377 561,05 Kč |